# Squire Whipple

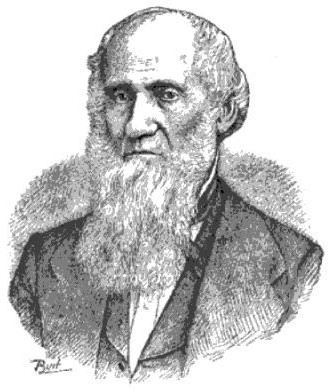
Squire Whipple

Whipple-Fachwerk-Brücke

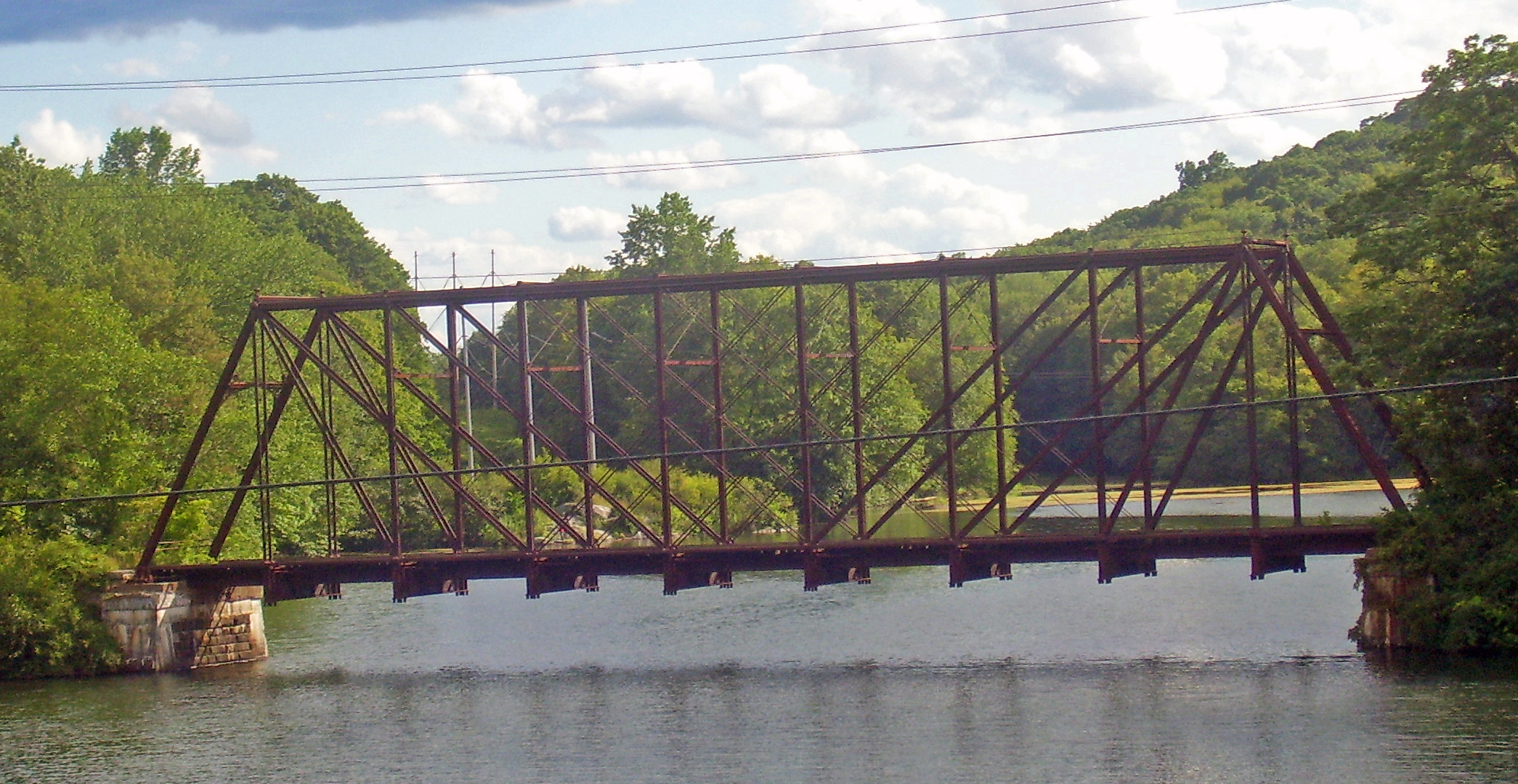
Bridge L-158 der New York Central Railroad bei Kingston (New York), 1883, Whipple Fachwerk

Bogenbrücke mit von Whipple 1841 patentiertem Fachwerk

Whipple Truss Bridge im Park des Union College in Schenectady

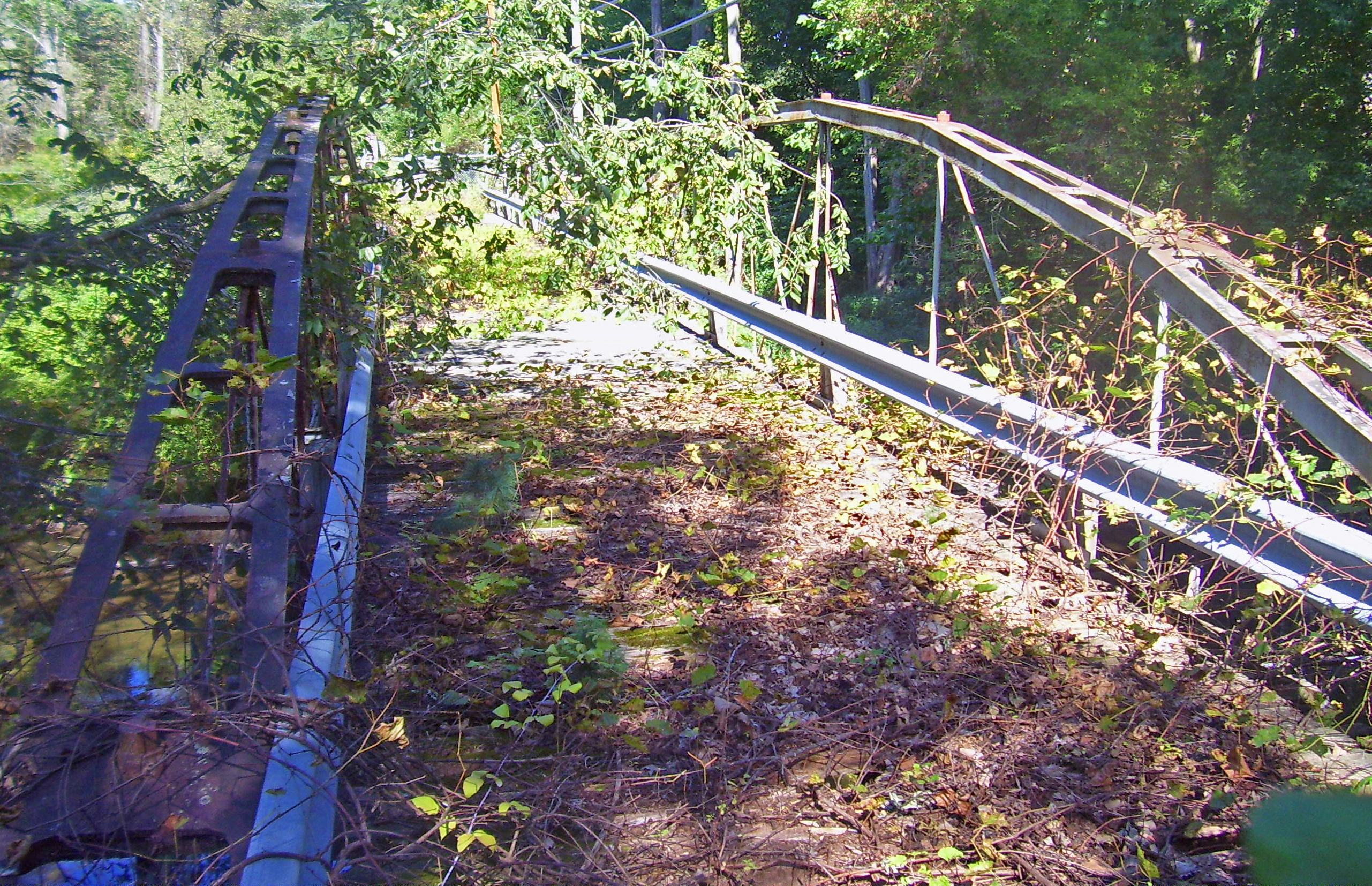
Shaw Bridge, Claverack, New York, Bogenbrücke von J. D. Hutchinson 1870 nach dem Entwurf von Whipple

Squire Whipple (* 16. September 1804 in Hardwick, Massachusetts; † 15. März 1888 in Albany, New York) war ein US-amerikanischer Bauingenieur. Er gilt in den USA als „Vater des Eisenbrückenbaus“ und allgemein als Pionier des konstruktiven Ingenieurbaus in den USA.

## Leben
Whipple war der Sohn eines Landwirts, der 1811 bis 1817 eine eigene Baumwollspinnerei bei Greenwich, Massachusetts erstellte, danach aber wieder als Farmer in Otswego County im Bundesstaat New York arbeitete. Squire Whipple besuchte die Hartwick und Fairfield Academy und studierte danach ein Jahr am Union College in Schenectady, wo er 1830 abschloss. Danach arbeitete er als Vermessungsingenieur bei Eisenbahn- und Kanalprojekte. 1840 erfand er eine Schleuse, mit der das Gewicht von Kanalbooten gemessen werden konnte. Daneben baute und verkaufte er auch mathematische Instrumente.
Die Arbeit am Erie-Kanal und die Entwicklung der Eisenbahn ließ ihn den Bedarf an neuen Brückenkonstruktionen speziell für Eisenbrücken erkennen. Whipple entwarf verschiedene Fachwerke, die er 1841 patentieren ließ. Noch im selben Jahr wurde eine Brücke nach seinem Patent bei Utica, seinem im Patent genannten Wohnort, über den Erie-Kanal gebaut, weitere folgten. 1847 veröffentlichte er die Broschüre mit dem Titel A work on bridge building, welche die Anleitung zur statischen Berechnungen von Eisenbahnbrücken enthielt. Sie gilt als erstes Werk, das die Kräfte in Fachwerkträgern richtig berechnet, weshalb Whipple zusammen mit Stephen Harriman Long als Väter des konstruktiven Ingenieurbaus in den USA gelten.
1853 baute Whipple eine Eisenbahnbrücke von 146 Fuß (ca. 45 m) Spannweite bei West Troy in New York. Für Brücken unter 200 Fuß (ca. 60 m) Spannweite wurden seine Entwürfe über den Staat New York hinaus in den ganzen USA zum Vorbild, im Besonderen, nachdem sein Patent von 1841 für eine in sich verankerte Bogenbrücke im Jahr 1869 ausgelaufen war. Die im Patent dargelegte Konstruktion verwendete Schmiedeeisen für die auf Zug beanspruchten Teile und Gusseisen für die restlichen Teile.
Whipple ist Mitglied der National Inventors Hall of Fame.

## Erhaltene Brücken
- Whipple Truss Bridge im Park des Union College in Schenectady. Die ursprünglich 1855 in Johnstown (New York) errichtete selbst verankerte Bogenbrücke wurde 1979 nach Schenectady gebraucht und steht auf der Liste der Historic Civil Engineering Landmarks der American Society of Civil Engineers (ASCE).[6]
- Bridge L-158, 1883 erbaut. Einzige erhaltene Eisenbahnbrücke mit Whipple-Fachwerkträger, dessen Merkmal die Streben sind, die jeweils ein Pfosten kreuzen
- Second Street Bridge (Allegan, Michigan), gebaut durch die King Iron Bridge Company 1886
- Shaw Bridge in Claverack (New York), erbaut 1870
- Whipple Cast & Wrought Iron Bowstring Truss Bridge bei Albany (New York).[7]

## Schriften
- A work on bridge building: Two Essays, the one elementary and general, the other giving original plans and practical details for iron and wooden bridges. Utica, New York 1847
- An elementary and practical treatise on bridge building. Van Nostrand, New York 1869, 2. Auflage 1899

## Patente
- Patent  US2064: Construction of Iron-Truss Bridges. Veröffentlicht am 24. April 1841, Erfinder: Squire Whipple.‌